# Valerio Giulii Capponi
Valerio Giulii Capponi (Roma, 28 gennaio 2002) è un giocatore di calcio a 5 italiano.

## Carriera

### Club

#### Lazio
Muove i suoi primi passi nel calcio a 5 all'età di 7 anni ne Il Ponte. Successivamente passa alla Lazio Calcio a 5. Nella stagione 2016-17 vince con i giovanissimi da capitano lo scudetto di categoria, battendo il Napoli in finale per 5 a 1.
Nella stagione 2018-2019 viene aggregato in prima squadra, esordendo l’8 dicembre 2018 nella partita persa per 1-2 contro il Meta Catania. Conclude la sua prima stagione tra i professionisti con 14 presenze totali, con la squadra biancoceleste che retrocede in Serie A2 dopo aver perso i play-out con il Real Arzignano.

### Nazionale
L'8 gennaio 2019 riceve la prima convocazione con la nazionale italiana under-19 per la doppia sfida contro la Bosnia. Il 15 gennaio successivo fa il suo esordio nella vittoria per 5-2 contro i coetanei bosniaci.
Il 18 marzo viene convocato per le gare del girone del Main Round di qualificazione all’Europeo under-19 contro Inghilterra, Slovacchia e Croazia. Dopo le sconfitte contro inglesi e slovacchi che comportano l'eliminazione; gli azzurrini battono per 1-0 la Croazia, partita decisa proprio da un pallonetto di Capponi su assist di Achilli.
Il 12 novembre seguente indossa per la prima volta la fascia da capitano, nella partita persa per 4-3 contro i pari età della Russia.

## Statistiche

### Presenze e reti nei club
| Stagione  | Squadra  | Campionato | Campionato | Campionato | Coppe nazionali | Coppe nazionali | Coppe nazionali | Totale | Totale | Totale |
| Stagione  | Squadra  | Comp       | Pres       | Reti       | Comp            | Pres            | Reti            | Pres   | Reti   |        |
| --------- | -------- | ---------- | ---------- | ---------- | --------------- | --------------- | --------------- | ------ | ------ | ------ |
| 2018-2019 | Lazio c5 | A          | 10+2       | 0          | CdD+CI          | 0+2             | 0               | 14     | 0      |        |
| 2019-2020 | Lazio c5 | A2         | 20         | 12         | CdD             | 3               | 1               | 23     | 13     |        |
| 2020-2021 | Lazio c5 | A2         | 20         | 5          | -               | -               | -               | 20     | 5      |        |
| 2021-2022 | Lazio c5 | A2         | ?          | ?          | -               | -               | -               | ?      | ?      |        |
| 2022-2023 | Lazio c5 | A2         | ?          | ?          | -               | -               | -               | ?      | ?      |        |